# David från Sasun (staty)
David från Sasun (armeniska: Սասունցի Դավիթ) är en skulptur i Jerevan i Armenien.
Ryttarstatyn föreställer David från Sasun, som är en av hjältarna i det armeniska nationaleposet Sasuns våghalsar. David av Sasun, som inte är en verklig historisk person, bekämpade hjältemodigt det islamska styret över den av araberna behärskade armeniska staden Sasun i nuvarande Turkiet under 700-talet.  
Statyn, som är gjord i koppar på ett fundament av basalt, står framför Jerevans järnvägsstation på järnvägstorget i Jerevan, eller David från Sasuntorget, och restes 1959. David rider på sin häst Kurkik Jalali. Statyn skapades av Jervand Kochar (1899-1979). Den armeniske balettdansören och koreografen Vanoush Khanamirjan (1927-2011) stod modell. Den nuvarande statyn är gjord efter en maquette i gips från 1936 och väger 3,5 ton.
Statyn är placerad i mitten av en bassäng, som har en diameter på 25 meter. Skulpturens höjd är 9,3 meter, 12,5 meter inklusive dess fundament.

## Historik
Projektet att resa en staty påbörjades 1939 med målet att fira ettusenårsjubileet av eposet David från Sasun. Jervand Kochar hade då återvänt från Paris och gav sig på uppdraget att modellera en maquette, som han genomförde på 18 dagar. Projektet avbröts 1940, då Jervand Kochar arresterades. 
Jerevans borgmästare återaktiverade projektet 1957 och valde torget framför Jerevans järnvägsstation som plats för skulpturen. 

## Andra avbildningar
Statyn över David från Sasun är avbildad på ett femrubels minnesmynt, som präglades 1991 av Sovjetunionens centralbank. Den är också avbildad på Jerevans tunnelbanas polletter. 

## Andra ryttarstatyer i Armenien
Det är en av flera ryttarstatyer i Armenien, bland andra:
- av Hovhannes Bagramjan, skapad av Norayr Karganyan, vid Marskalk Baghramianavenyn i Jerevan
- av Gaik Bschischkjan, skapad av Suren Nazaryan, i distriktet Nor Nork i Jerevan
- av Andranik Ozanian, skapad av Ara Shiraz, utanför Aposteln Johannes katedral i Jerevan
- av Vartan Mamigonian, skapad av Jervand Kochar, i Ringparken i Jerevan
- av Vartan Mamigonian, skapad av Artush Papoyan, framför Rådhuset i Gyumri.